# 波留南方神社
波留南方神社（はるみなみかたじんじゃ）は鹿児島県阿久根市波留にある神社。正式名称は南方神社。諏訪大社の系列を組む。旧社格は無格社。

## 祭神
- 建御名方命
- 八坂刀賣命

## 由緒
阿久根5代領主の莫祢兵衛尉成友が、旧領の薩摩国高江郷雲田に鎮座していた諏訪社を、暦応年間に阿久根に勧請したと伝わる。神領は1町5反に及んだという。莫祢院司系の平兼次が大願主となって、長禄2年卯月17日銘の神鏡を寄進したという。明治時代に諏訪社から南方神社に改称した。

## 祭祀
神舞（かんめ）
江戸時代、庄屋が交替する8年ごとに豊作を祈願して奉納されたというが、起源は明らかではない。現在でも8年に1回、旧暦7月28日に斎行される。鬼面の面が宝暦期に作られたことから、この頃には舞われていたと考えられる。1968年3月29日、鹿児島指定無形民俗文化財に指定された。
波留集落の青年を主体とし、楽人は壮年以上の人が勤める。稚児による露払に始まり、神降し、瓶舞、弓舞、剣舞、田ノ神舞・将軍舞、鬼神舞から成る。